# تلازمور (بني أحمد الشرقية)
تلازمور هي إحدى مشيخات المملكة المغربية، تتبع جغرافيا لإقليم شفشاون وإداريًا لبني أحمد الشرقية. يقدر عدد سكانها بـ 3571 نسمة حسب الإحصاء الرسمي للسكان والسكنى لسنة 2004.